# Aldo Ballarin
Aldo Ballarin (* 10. Januar 1922 in Chioggia; † 4. Mai 1949 in Superga) war ein italienischer Fußballspieler, der in der Verteidigung spielte. Er spielte auch neunmal für die Squadra Azzurra. Er starb zusammen mit zahlreichen Mannschaftskameraden beim Flugunfall von Superga.

## Karriere
Seine jüngeren Brüder Dino Ballarin und Sergio Ballarin spielten ebenfalls als Fußballprofis. Dino und Sergio spielten auch bei Turin und die drei wurden Ballarin I (Aldo), Ballarin II (Dino) und Ballarin III (Sergio) gerufen. Turin dominierte den italienischen Fußball und stellte eine Reihe von Nationalspielern.

### Nationalmannschaft
Während seiner Zeit beim AC Turin kam zu neun Einsätzen in der italienischen Fußballnationalmannschaft. Am 11. November 1945 hatte er sein Debüt gegen die Auswahl der Schweiz.

## Tod
Nachdem der AC Turin nach 1:1 in Bari als italienischer Meister 1948/49 feststand, arrangierte Präsident Ferruccio Novo ein Freundschaftsspiel in Lissabon gegen SL Benfica. Auf dem Rückweg kollidierte das Flugzeug, das die Mannschaft des Grande Torino wieder in die Heimat transportierte, bei starkem Nebel mit einem Felsen auf dem Wallfahrtshügel Superga nahe Turin. Alle Insassen starben bei dem Unfall, darunter Spieler und Betreuer des AC Turin. Auch Aldo Ballarin starb an jenem 4. Mai 1949 zusammen mit seinem Bruder und Mannschaftskameraden Dino Ballarin. Einzig Sauro Tomà war nach dem Unfall noch von der großen Torino-Mannschaft übrig, da er aufgrund einer Verletzung nicht mitgeflogen war.
Das Stadion des Vereins AC Chioggia Sottomarina in seiner Heimatstadt wurde nach ihm benannt.

## Erfolge
AC Turin
- Italienischer Meister (4): 1945/46, 1946/47, 1947/48, 1948/49